# Conscrição em Israel

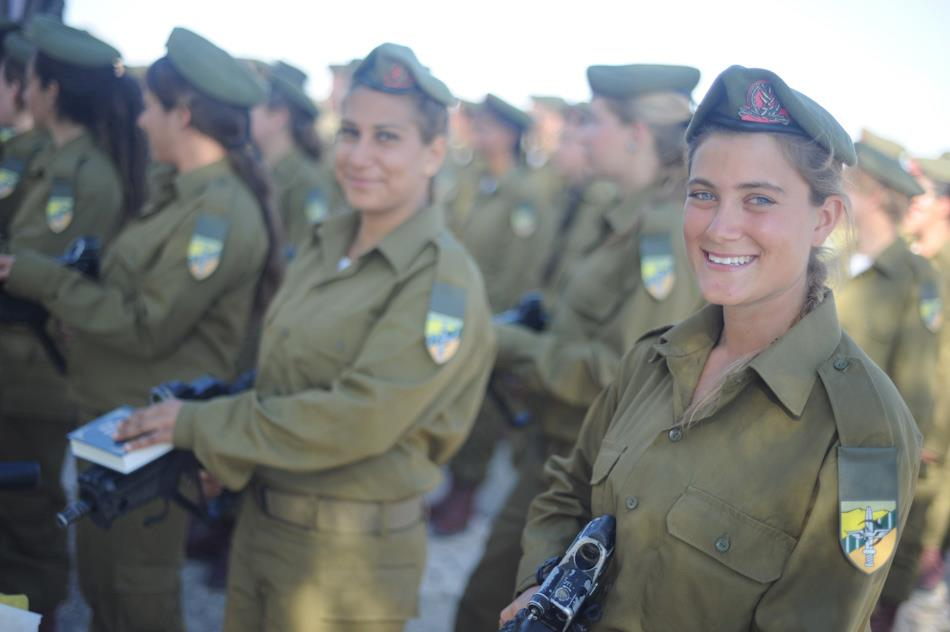
Conscritos israelenses realizando o juramento de incorporação.

Desde a declaração de independência de Israel em 1948, o serviço militar a termo fixo foi obrigatório em Israel. As leis de recrutamento das Forças de Defesa de Israel (FDI) só se aplicam a judeus (homens e mulheres), drusos (apenas homens), e circassianos (apenas homens). Como as comunidades drusas e circassianas são menos populosas, as suas mulheres estão totalmente isentas do serviço militar obrigatório. As mulheres da comunidade judaica não estão isentas, mas servem por períodos ligeiramente mais curtos do que os seus homólogos masculinos. O Tsahal não recruta cidadãos árabes não-druzos, embora seus homens e mulheres possam se alistar voluntariamente.
Único entre a população de maioria judaica do país são os judeus haredi, que anteriormente gozavam de isenção total das FDI através de um acordo especial denominado Torato Umanuto, que foi organizado pelo Primeiro-Ministro fundador de Israel, David Ben-Gurion. O acordo tornou-se cada vez mais controverso na sociedade israelita, com um crescente descontentamento em relação à comunidade haredi, cada vez mais populosa, que não "partilha o fardo" do dever nacional. Em junho de 2024, o Supremo Tribunal de Israel decidiu por unanimidade que os judeus haredi eram elegíveis para o serviço obrigatório, encerrando quase oito décadas de isenção. O exército começou a recrutar homens haredi no mês seguinte.
A partir de 2022, a duração mínima exigida do serviço militar é de dois anos e oito meses (com algumas funções exigindo quatro meses adicionais de serviço) para todos os homens recrutados, e de dois anos (com algumas funções exigindo oito meses adicionais de serviço) para mulheres judias recrutadas. Após completarem seu período de serviço obrigatório, todos os cidadãos dispensados permanecem elegíveis para serem convocados para o serviço de reserva até os 40 anos. Os recrutas podem ser isentos do serviço militar por motivos humanitários, religiosos ou certos motivos legais. O programa "Especial em Uniforme" recruta voluntários com necessidades especiais, tal como síndrome de Down, para o serviço em colaboração com o Ministério do Bem-Estar de Israel e a Organização AKIM.

## História

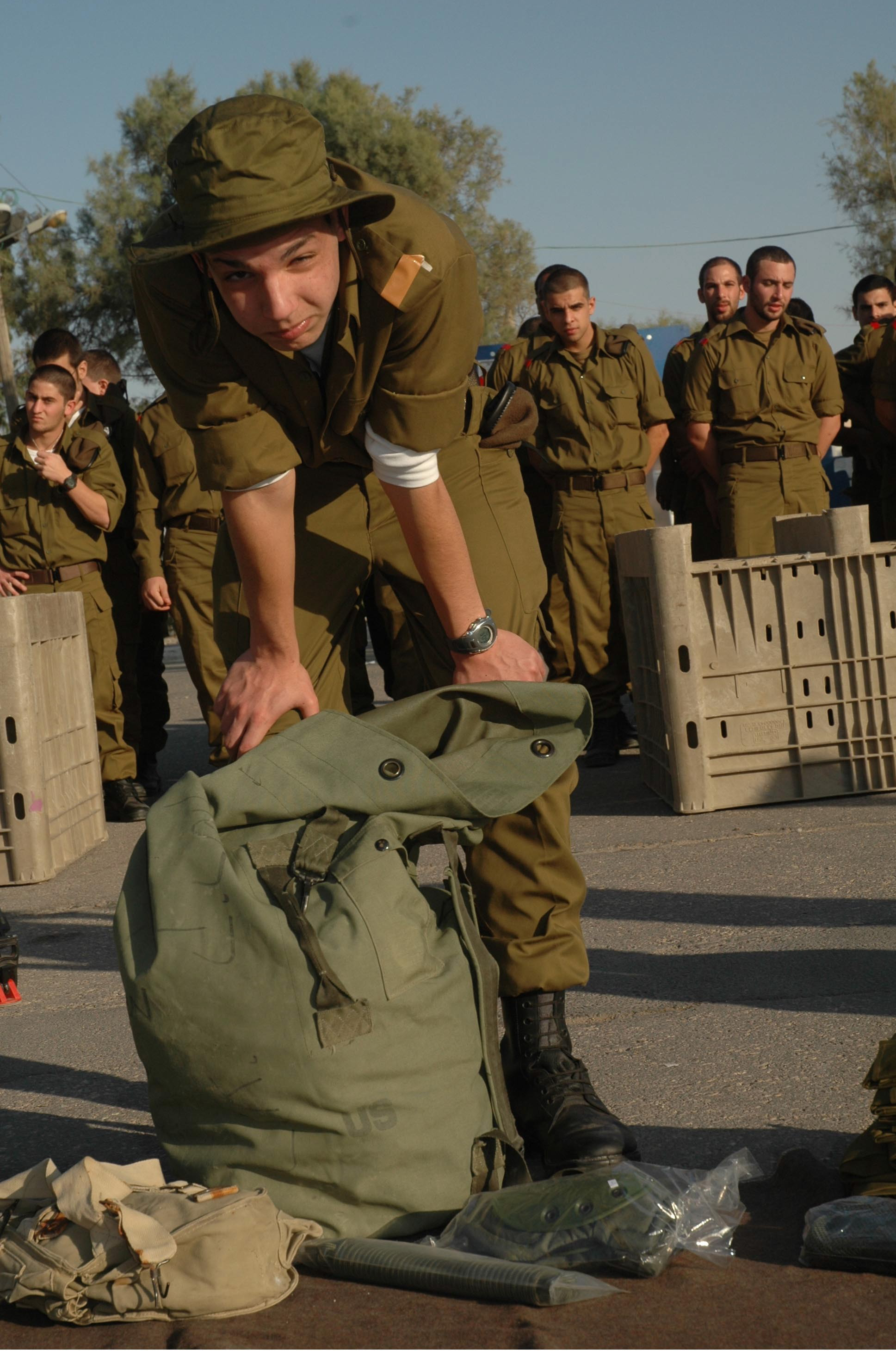
Novo recruta das FDI arrumando o seu saco.

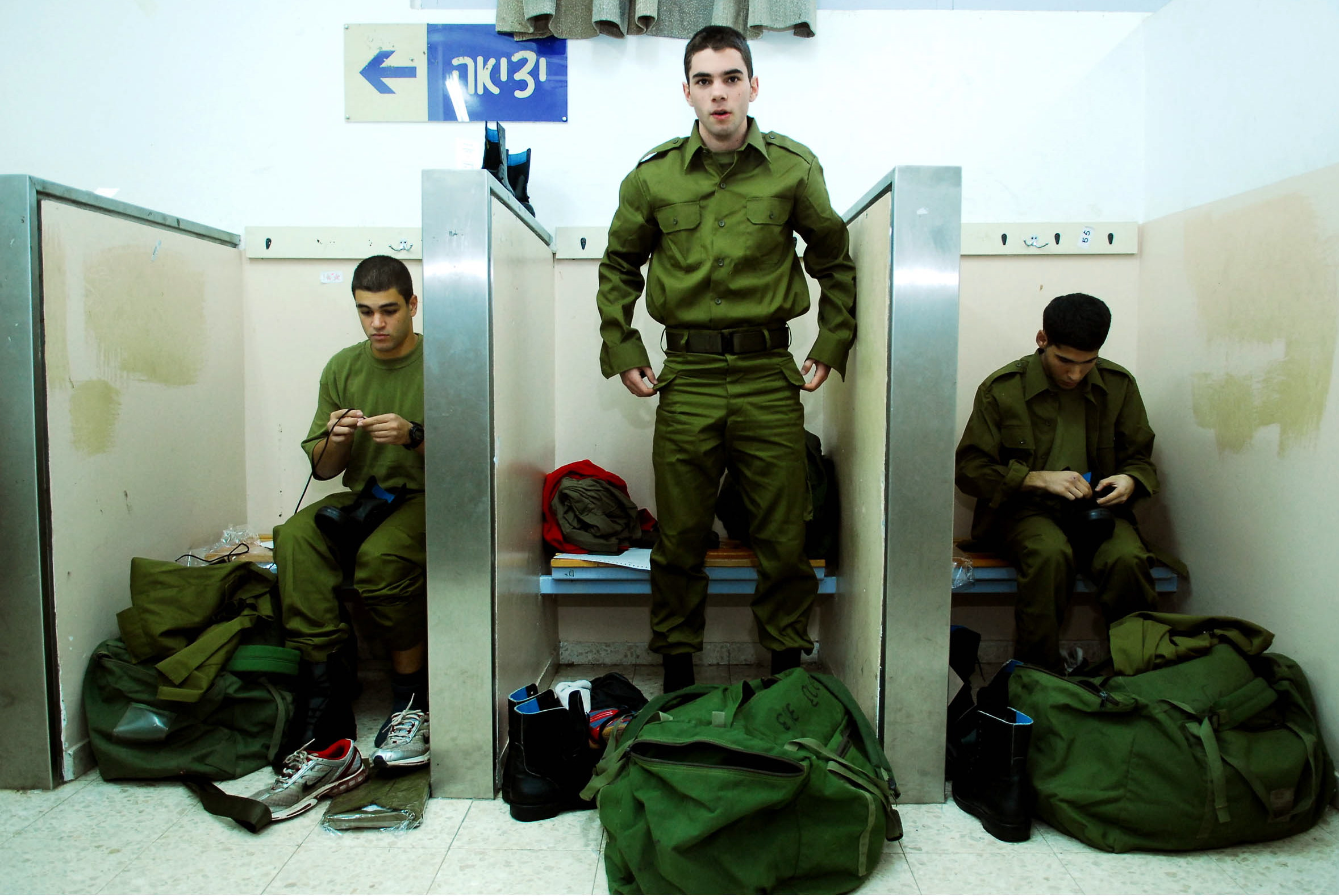
Novos recrutas experimentando uniformes.

De acordo com o Lei do Serviço de Defesa de Israel, que regula deveres e exceções, todos os cidadãos israelenses que preencham os critérios de recrutamento são obrigados a servir quando atingirem 18 anos de idade, a menos que se qualifiquem para qualquer uma das isenções acima mencionadas.
Em 1949, após a fundação da Estado de Israel, o Knesset aprovou a Lei do Serviço de Defesa que deu ao Tsahal a autoridade para alistar qualquer cidadão com mais de 18 anos. Os recrutas seriam então obrigados a comparecer ao recrutamento de acordo com a decisão dos militares de os alistarem. Nos termos desta lei, o período de serviço para os homens era de 30 meses e para as mulheres de 18 meses (embora, de acordo com uma ordem temporária de 10 de janeiro de 1968, seis meses adicionais tenham sido adicionados ao serviço obrigatório, 36 meses para os homens e 24 meses para as mulheres, respectivamente). Desde 2015, o serviço para homens tem sido de 32 meses; em 2020, foi reduzido para 30 meses após uma decisão tomada em 2016, mas esta alteração foi revertida em 2021 e a redução foi adiada para 2024. O requisito de recrutamento aplica-se a qualquer cidadão ou residente permanente maior de idade e, de acordo com a lei, os indivíduos que estão isentos do alistamento são dispensados por várias razões, tais como incapacidade, problemas médicos, necessidades de contingente militar, etc. Muitos dos soldados que completam o serviço militar obrigatório são posteriormente obrigados a servir numa unidade de reserva de acordo com as necessidades militares.
As restrições econômicas às FDI levaram-nas a reconsiderar a sua estrutura e a mudar lentamente para um exército mais moderno. Uma mudança para uma milícia profissional fez com que as FDI adoptassem atributos mais orientados para a carreira, tornando-se assim mais seletivas do que nos anos anteriores. Em vez de se concentrar na "expansão de funções", Israel, mais especificamente seu governo, está se concentrando na "construção da nação". Um dos desenvolvimentos mais recentes é o foco na inclusão de gays e especialmente os cidadãos com deficiência. Em 2013, 26% de todos os potenciais recrutas estavam isentos do serviço militar; 13,5% por razões religiosas, 4% por razões psicológicas, 2% por razões de saúde física, 3% devido a registos criminais existentes e 3% devido a residir no estrangeiro.

## Perfis médicos
O Tsahal determina um perfil médico para cada soldado; de acordo com esse perfil, o exército decide onde atribuir os recrutas. Os recrutas de maior perfil médico servem nas cinco brigadas de Infantaria, unidades de Inteligência de campanha/combate e engenharia de combate. Os segundos perfis médicos mais elevados são designados para servir no Corpo Blindado, na Artilharia, na Polícia Militar, na Polícia de Fronteiras e Aman. O nível mais baixo aceitável de perfis médicos é enviada para as armas de apoio ao combate e de apoio ao serviço de combate, tais como o Corpo Ajudante, Corpo Logístico, e o Corpo de Artilharia. Recrutas com perfis inferiores aos aceitáveis (Perfil 21) e recrutas diagnosticados como inadequado para o serviço militar estão totalmente isentos de obrigações militares. O perfil mais alto é 97.

## Motivos de isenção

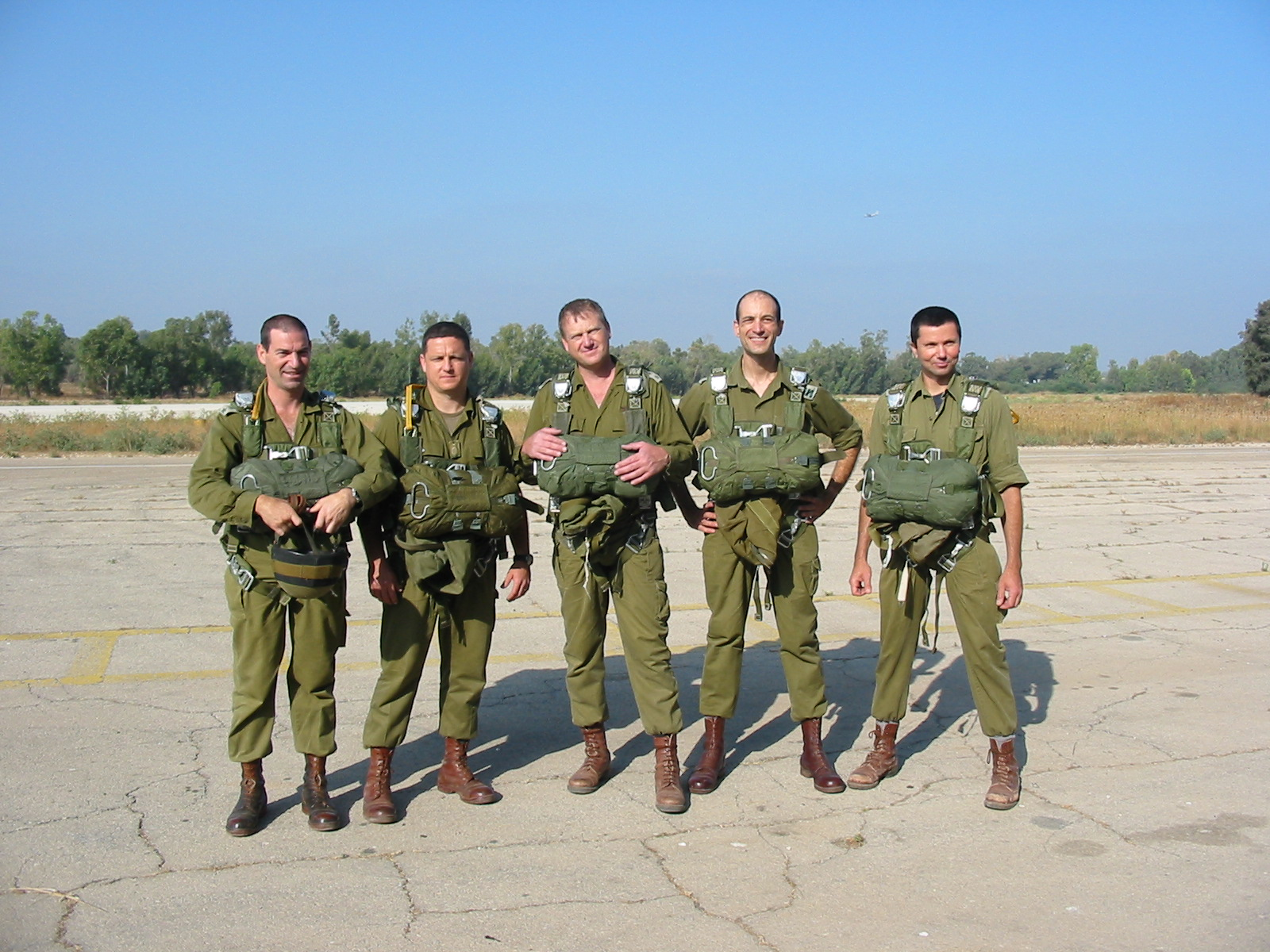
Oficiais em serviço de reserva antes de um exercício de paraquedismo. O serviço de reserva pode continuar até aos 51 anos.

Embora o serviço militar em Israel seja obrigatório, as isenções podem ser garantidas por motivos religiosos, físicos, psicológicos ou legais. Há também um fenómeno crescente, mas ainda muito raro, de evasão do recrutamento, principalmente por razões de consciência ou políticas, conhecidos como refuseniks. As isenções foram atacadas por razões de justiça e também devido a uma escassez de efetivos de combate.
Estudantes do Yeshivá que declaram que "o estudo da Torá é a sua ocupação" (תורתו אומנותו, Torato Umanuto) podem atrasar o seu recrutamento enquanto prosseguirem os seus estudos, nos termos da chamada Lei Tal. Na prática, muitos deles acabam por nunca servir. Na sequência da elevada taxa de natalidade da Comunidade Haredi e do crescimento maciço em comparação com o resto da sociedade israelita judaica, o sistema que foi inicialmente criado para permitir algumas centenas de isenções levou agora, a partir de 2019, a 59% das mulheres judias e 69% dos homens judeus a serem recrutados. Esta é uma questão muito controversa em Israel e componente-chave da relações religiosas em Israel. Várias tentativas foram feitas para mudar a prática, nomeadamente o estabelecimento do Comité Tal em 1999, o que levou à Lei Tal, implementada em julho de 2002. No entanto, o Torato Umanuto, a isenção, continuou praticamente inalterada. A maioria dos beneficiários anteriores desta isenção são judeus haredi. Membros do setor do sionismo religioso muitas vezes servem dentro de um sistema separado chamado Hesder, um conceito desenvolvido pelo rabino Yehuda Amital, que combina estudos talmúdicos avançados com o serviço militar nas Forças de Defesa de Israel. As FDI também tendem a facilitar o serviço militar para recrutas em idade mais avançada e recrutas com famílias; bem como desportistas de alto nível e artistas (músicos, modelos, atores, e influenciadores das redes sociais) dignos de nota. De tempos em tempos, surge em Israel um debate público sobre a questão da isenção do serviço militar em Israel.

Uma lei fundamental de Israel é a Lei do Serviço de Defesa de Israel, que enumera as directrizes e regulamentos do serviço militar obrigatório em Israel. Alguns regulamentos incluem idade, deveres, requisitos de serviço, tempo de serviço, etc. O Capítulo 5: Serviço de reserva diz:
ir para o estrangeiro abrange as regras e os requisitos para se tornar uma reserva temporária e ir para o estrangeiro.
(a) Uma pessoa designada para o serviço de defesa e uma pessoa em idade militar que pertença às forças regulares das Forças de Defesa de Israel não devem ir para o exterior, a menos que seja concedida uma licença do Ministro da Defesa.
b) Uma pessoa em idade militar cuja manutenção do serviço regular tenha sido diferida por qualquer motivo não poderá deslocar-se para o estrangeiro durante o período de diferimento, salvo autorização do Ministro da Defesa.
c) uma licença ao abrigo da presente secção pode ser incondicional ou sujeita a condições, incluindo uma condição relativa à permanência do titular no estrangeiro.
e) quando qualquer das condições da licença não estiver preenchida, o Ministro da Defesa pode revogar a licença e pode dirigi-lo, por ordem, a regressar a Israel no prazo fixado na ordem.

f) O Ministro da Defesa não exercerá o seu poder nos termos da alínea e) antes de ter dado ao titular da licença a oportunidade de apresentar o seu caso.
As FDI tinham restrições estritas para permitir que indivíduos entrassem nas reservas, mesmo que apenas temporariamente, devido ao alto risco de ataque dos Estados vizinhos. Através da dissolução de parcerias e tratados de paz nos últimos anos, essa ameaça diminuiu consideravelmente.

## Grupos populacionais específicos
- As FDI não recrutam cidadãos árabes que sejam muçulmanos ou cristãos, no entanto, eles podem optar por se voluntariar para o serviço militar. Para homens drusos e circassianos, o alistamento é obrigatório.[20]
- Estudantes do Yeshivá que declaram que "o estudo da Torá é a sua profissão" (תורתו אומנותו, Torato Umanuto) poderiam anteriormente atrasar o seu recrutamento enquanto continuassem os seus estudos, sob a chamada Lei Tal até esta ser revogada.
- Recrutas do sexo feminino que afirmam que mantêm um modo de vida religioso judaico estão isentas do serviço militar, e muitos delas optam por se voluntariar para um serviço nacional alternativo chamado Sherut Leumi.
- Membros do sexo masculino do setor do sionismo religioso muitas vezes servem dentro de um sistema separado chamado Hesder, um conceito desenvolvido pelo rabino Yehuda Amital, que combina  estudos talmúdicos avançados com o serviço militar nas Forças de Defesa de Israel. Um programa de cinco anos, que normalmente implica servir durante um ano e cinco meses em vez de três anos e aprender durante três anos e 7 meses.
- Recrutas que declaram que são pacifistas devem comparecer perante uma comissão encarregada de examinar a credibilidade da sua declaração. A isenção de serviço é concedida se o Comité estiver convencido de que o seu pacifismo é sincero e cumpre os critérios acordados. Apenas alguns indivíduos a cada ano recebem uma isenção por motivos de pacifismo; todos os outros pacifistas autodeclarados são obrigados a se alistar.
- Os imigrantes que imigram para Israel com a idade de recrutamento recebem várias concessões no serviço militar.
- Os recrutas com deficiência física ou psicológica isentos do serviço militar podem ainda ser voluntários para servir. Pode ser um serviço simbólico de quatro horas por dia, mas eles também podem acabar em serviço militar em tempo integral.
- Atletas notáveis podem, em muitos casos, receber o status de "atleta de destaque", o que lhes permite obter um serviço mais conveniente e mais curto, para que possam continuar a desenvolver suas carreiras e representar Israel no exterior em competições internacionais. O estatuto de "atleta de destaque" é concedido apenas a atletas que competem em esportes olímpicos. Além disso, os militares também concedem o estatuto de "dançarino excepcional" e um estatuto de "músico excepcional". Este estatuto é concedido da mesma forma e depois de os indivíduos terem sido examinados. Podem igualmente beneficiar de um serviço mais conveniente para poderem continuar a melhorar as suas capacidades e a sua carreira durante o serviço militar.

## Processo de recrutamento
O processo de recrutamento militar ocorre nas seguintes etapas: O Exército convoca um soldado em potencial por meio de uma carta, o que é chamado de "Primeira Chamada" ou Tzav Rishon. Esta carta afirma que o adolescente deve se apresentar em um determinado lugar em um determinado horário para um exame de um dia inteiro e entrevista. Após uma análise cuidadosa dos resultados do Tzav Rishon, o exército convocará as pessoas para se alistarem quando atingirem uma certa idade para começar o processo do exército e o treinamento básico.

## Diferimento do serviço
Existem várias vias que permitem aos recrutados adiar a data de recrutamento. É concedido um adiamento automático para os estudantes concluírem o ensino secundário. Outras vias que levam ao adiamento do recrutamento incluem:
- Voluntariado para um serviço de um ano em uma organização juvenil.
- Adiamento do recrutamento devido às necessidades das FDI, geralmente devido ao início de um curso em uma data posterior à data de recrutamento original dada ao recruta.
- Adiamento do recrutamento devido a vários motivos pessoais.
- Pode-se adiar o recrutamento por um ano para poder estudar a Torá.
- Pode-se adiar o recrutamento como parte do acordo do Hesder.

## Programas acadêmicos
- Reserva Acadêmica - um programa destinado a recrutar e formar soldados com formação acadêmica em domínios vitais para as necessidades militares.
- Programa Talpiot - um programa de formação de elite para jovens que demonstraram uma excelente capacidade acadêmica nas ciências, na física e na matemática. Os graduados do programa Talpiot cursam o ensino superior enquanto servem no exército e, em seguida, utilizam seus conhecimentos para promover a pesquisa e o desenvolvimento das FDI.
- O curso piloto também oferece um diploma universitário Tal.
- O Academia Naval Israelense (em hebraico:  קורס חובלים), cujos candidatos estudam para obter um diploma da Universidade de Haifa durante o curso.

## Dispensa de recrutas
Durante o processo de recrutamento, por vezes, os recrutas são isentos do alistamento devido a incompatibilidades. Às vezes, a incompatibilidade de um indivíduo é determinada mais tarde durante o seu serviço militar e leva à sua dispensa do exército. A incompatibilidade pode resultar de várias razões:
- Antecedentes criminais ou antecedentes de consumo de drogas.
- Baixa motivação para servir.

Quando há um excedente de recrutas, os militares aumentam frequentemente o limiar exigido aos recrutas e concedem uma isenção devido à incompatibilidade para um número muito maior de recrutas. Além disso, existe um fenômeno generalizado de concessão de isenção do serviço militar devido à incompatibilidade com candidatas do sexo feminino que foram identificadas como tendo um perfil médico baixo e/ou baixa motivação para servir.
O Tsahal também pode determinar que um recruta tem dificuldades de adaptação, de modo que tal militar não serviria como soldado de combate.

## Equivalência de voluntariado
Um recruta considerado impróprio para o serviço militar pode ainda optar por ser voluntário para o serviço militar; o seu estatuto será semelhante a todos os outros recrutas considerados aptos para o serviço. Uma vez alistados, esses voluntários não podem optar por deixar o exército mais cedo.

## Serviço Nacional alternativo
Existe um Serviço Nacional Civil voluntário alternativo em Israel - o Sherut Leumi - para aqueles que não podem ou não desejam servir nas Forças de Defesa de Israel. A maioria dos participantes são mulheres judias do setor sionista religioso.

## Futuro do recrutamento
O Tsahal concluiu que, em algum momento no futuro, terá que acabar com a conscrição em favor de uma força totalmente voluntária. As razões incluem a crescente impopularidade do serviço militar entre os jovens israelitas, um crescimento na evasão do alistamento e restrições orçamentais que impediriam as FDI de recrutar todos os elegíveis, mesmo que a evasão não fosse um problema. Israel está supostamente estudando como os Estados Unidos e as nações europeias acabaram com o recrutamento obrigatório e fizeram a transição para forças totalmente voluntárias, para uma possível transição futura.